# Xã Ellsworth, Michigan
Xã Ellsworth (tiếng Anh: Ellsworth Township) là một xã thuộc quận Lake, tiểu bang Michigan, Hoa Kỳ. Năm 2010, dân số của xã này là 817 người.